# انتونيو براتس
انتونيو براتس (بالإسبانية: Toni Prats)‏ (9 سبتمبر 1971 بكابديبيرا في إسبانيا - ) هو لاعب كرة قدم إسباني في مركز حراسة المرمى. لعب مع ريال بيتيس وريال مايوركا ب وريال مايوركا وسلتا فيغو ونادي إيركوليس.

## وصلات خارجية
- انتونيو براتس على موقع قاعدة بيانات كرة القدم.إي يو (الإنجليزية)
- انتونيو براتس على موقع Soccerbase.com (لاعب) (الإنجليزية)